# Cuba (Portogallo)
Cuba ('kubɐ) è un comune portoghese di 4 994 abitanti situato nel distretto di Beja.

## Società

### Evoluzione demografica
| Popolazione di Cuba (1801 – 2004) | Popolazione di Cuba (1801 – 2004) | Popolazione di Cuba (1801 – 2004) | Popolazione di Cuba (1801 – 2004) | Popolazione di Cuba (1801 – 2004) | Popolazione di Cuba (1801 – 2004) | Popolazione di Cuba (1801 – 2004) | Popolazione di Cuba (1801 – 2004) | Popolazione di Cuba (1801 – 2004) |
| --------------------------------- | --------------------------------- | --------------------------------- | --------------------------------- | --------------------------------- | --------------------------------- | --------------------------------- | --------------------------------- | --------------------------------- |
| 1801                              | 1849                              | 1900                              | 1930                              | 1960                              | 1981                              | 1991                              | 2001                              | 2004                              |
| 3742                              | 3944                              | 6103                              | 8054                              | 7554                              | 5740                              | 5494                              | 4994                              | 4775                              |

## Geografia antropica

### Freguesias
- Cuba
- Faro do Alentejo
- Vila Alva
- Vila Ruiva